# Riccardo Muti
Riccardo Muti (ur. 28 lipca 1941 w Neapolu) – włoski dyrygent.

## Życiorys
Studiował w Conservatorio di San Pietro a Majella. W 1967 na konkursie dla młodych dyrygentów im. Guido Cantelliego w Mediolanie otrzymał pierwszą nagrodę. Rok później został głównym dyrygentem Maggio Musicale Fiorentino, pozostając nim do 1980. W 1971 Herbert von Karajan zaprosił go do udziału w Festiwalu Salzburskim, z którym następnie współpracował do 2001.
W latach 1972–1982 był głównym dyrygentem londyńskiej Philharmonia Orchestra, obejmując stanowisko po Otto Klempererze. W latach 1980–1992 pełnił funkcję dyrektora muzycznego Orkiestry Filadelfijskiej, będąc następcą Eugene'a Ormandy'ego.
Od 1986 do 2005 był dyrektorem muzycznym mediolańskiego Teatro alla Scala. W 2004 założył Orkiestrę Młodzieżową im. Luigiego Cherubiniego, złożoną z młodych muzyków wybranych przez międzynarodowe jury spośród ok. 600 instrumentalistów z całych Włoch. Orkiestra przez kilka była stałym uczestnikiem festiwalu w Salzburgu. Ponadto na początku 2006 Muti został dyrektorem artystycznym tamtejszego Pentecost Festival. Od 2010 jest dyrektorem muzycznym Chicagowskiej Orkiestry Symfonicznej, z którą ma podpisany kontrakt do końca sezonu 2021/2022.
Muti obok długoterminowych kontraktów realizował inne projekty artystyczne, współpracując z wieloma znakomitymi wykonawcami – solistami i zespołami. Prowadził m.in. takie orkiestry jak Berliner Philharmoniker, Wiener Staatsoper, New York Philharmonic, Bayerischer Rundfunk i Orchestre National de France.
W artystycznym dorobku ma również znaczną liczbę płyt z nagraniami szerokiego repertuaru, obejmującego twórczość m.in. Mozarta, Beethovena, Brahmsa, Czajkowskiego oraz klasykę operową.
Riccardo Muti siedmiokrotnie dyrygował Filharmonikami Wiedeńskimi podczas koncertów noworocznych z Wiednia. Ostatni raz prowadził koncert w 2025.

## Wybrane odznaczenia i nagrody
- Wielki Oficer Orderu Zasługi Republiki Włoskiej (Włochy, 1980)[5]
- Kawaler Krzyża Wielkiego Orderu Zasługi Republiki Włoskiej (Włochy, 1990)[5]
- Złoty Medal dla Zasłużonych dla Kultury i Sztuki (Włochy, 1997)[5]
- Honorowy Rycerz Komandor Orderu Imperium Brytyjskiego (Wielka Brytania)
- Oficer Legii Honorowej (Francja)
- Wielka Złota Odznaka Honorowa za Zasługi dla Republiki Austrii (Austria, 2021)[6]
- Wielka Srebrna Odznaka Honorowa za Zasługi dla Republiki Austrii (Austria, 2000)[7]
- Krzyż Zasługi I klasy Orderu Zasługi Republiki Federalnej Niemiec (Niemcy)
- Order Wschodzącego Słońca ze Złotą i Srebrną Gwiazdą (Japonia, 2016)[8]
- Order „Za zasługi” III klasy (Ukraina, 2018)[9]
- Order Przyjaźni (Rosja)
- Nagroda Wolfa
- Praemium Imperiale (2018)[10]
- Honorowe członkostwo

Royal Academy of Music
Wiener Hofmusikkapelle
Wiener Staatsoper
- El Premio Príncipe de Asturias de las Artes
- doktor honoris causa Uniwersytetu Barcelońskiego
- Srebrny medal za zasługi dla muzyki Mozarta – przyznany przez Mozarteum w Salzburgu